# ファウンテン・ヒルズ (アリゾナ州)

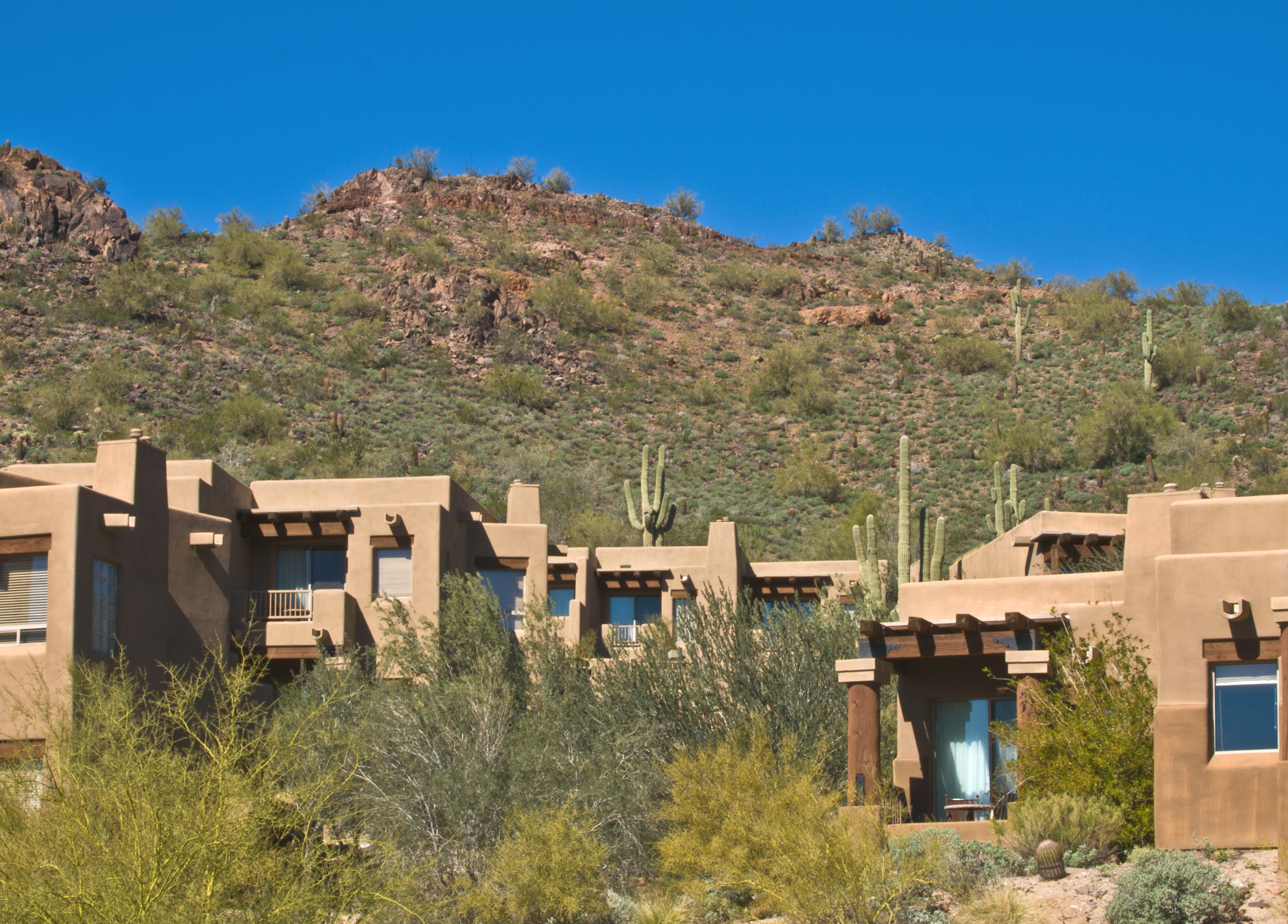

ファウンテン・ヒルズは、アメリカ合衆国アリゾナ州のマリコパ郡にある町。人口は2万3820人（2020年）。フェニックスの50㎞東に位置している。

## 概要
元々はフェニックスの近郊に造成された別荘地からなる町。元々、極端に降水量が少ない砂漠地帯であるため、別荘の開発業者が地域の目玉として人工湖の造成と、世界一高く水を噴き上げる噴水を設置。このことから観光名所になり、人口も2万人台になるなど町として成長した。

## 噴水

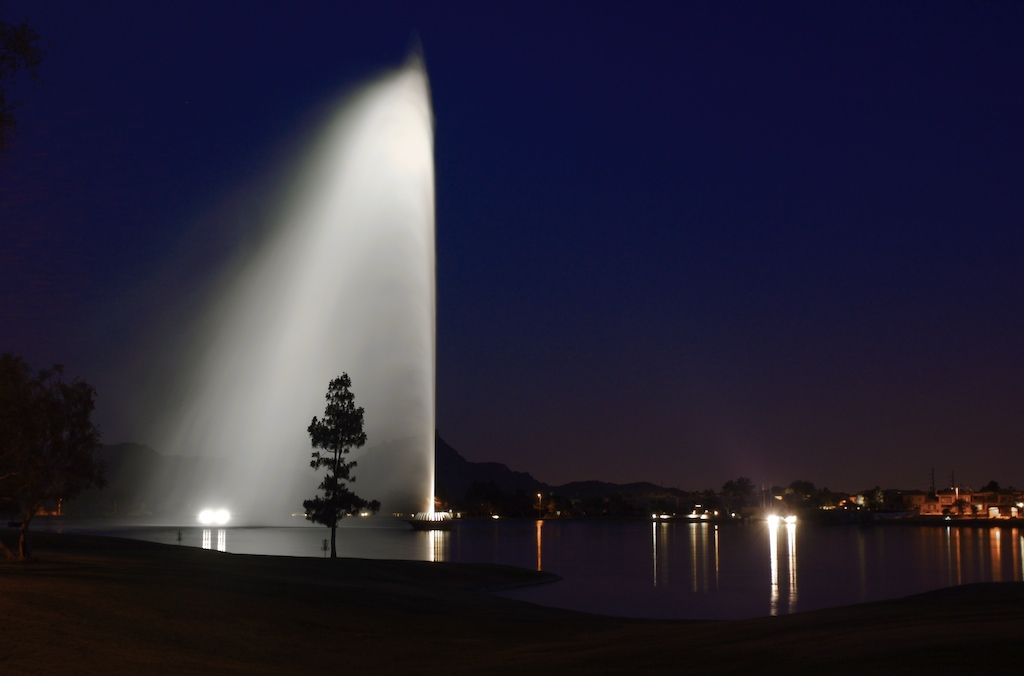
夜間にライトアップされた噴水

ファウンテン・ヒルズの噴水は、1970年に設置された。1時間に1回噴水し、水の最高地点は560フィートに達する。2012年現在も世界最高の噴水として名をとどめる。